# Histoire de Seyssel

Blason de Seyssel (Ain)

Blason de Seyssel (Haute-Savoie)

Pour un article plus général, voir Seyssel.
L'histoire de Seyssel est celle d'un village qui, par sa situation à la frontière de deux États, a eu à subir de nombreuses fluctuations et de fréquents changements de régime, passant tantôt à la France, tantôt à la Savoie, voyant ces deux moitiés tantôt réunies, tantôt séparées, selon les vicissitudes de la guerre et les combinaisons de la politique.
Pendant près de dix-huit siècles, il n'y a eu qu'un seul Seyssel ; aujourd'hui elle forme deux communes distinctes : Seyssel dans l'Ain  et Seyssel en Haute-Savoie. La petite bourgade de Seyssel, située sur les deux rives du Rhône, a la particularité de former deux communes, une sur chaque rive du fleuve, et portant exactement le même nom.

## Histoire
Le développement de Seyssel est lié en grande partie au Rhône. De l'Antiquité au XIXe siècle, le fleuve se remonte jusqu'à Seyssel ou l'on débarque et embarque les marchandises en direction ou en provenance de Genève, Lyon ou Marseille.

### Antiquité
Ce lieu fut habité dès la plus haute antiquité. Le promontoire sur lequel la partie de Savoie est assise, flanqué au nord et au sud de plaines noyées, en faisait une position naturellement fortifiée et facilement défendable. Au Néolithique, vers 3500 av. J.-C., les premiers agriculteurs s'implantent dans la région. Ils laissent derrière eux leurs outils, comme le poignard en silex de la station de Vens.
À l'époque gallo-romaine, la compagnie des nautes de Ludgunum aménage le port de Condate. Ce site gallo-romain succède à un oppidum gaulois, situé à Vens et dominant la plaine d'Albigny. À partir du Ier siècle de notre ère, grâce à sa situation au carrefour fluvial-routier lié au commerce et à la batellerie, le port a connu un important développement. La table de Peutinger mentionne le port de Condate comme une étape importante à 2 kilomètres au confluent du Fier et du Rhône. Elle est située à XXX milles (44,4 km) de Genève au nord et XXI milles (31,1 km) d'«Etanna» (Yenne) au sud. Certains auteurs proposent «Conjeon» comme étant le site antique de Condate. La ville possédait des temples, des thermes, des édifices publics, ainsi que le prouvent les inscriptions, monnaies, médailles, tombeaux et autres vestiges qu'on y a trouvés (inscriptions sur une pierre votive encastrée dans le mur de l'église et sur un bloc de calcaire servant de socle à une croix de pierre, le tout rive gauche).
On ne connaît pas les raisons de l'abandon du site : les inondations successives du Rhône ou les invasions Allamanes ? Le site a été de nouveau occupé par une nécropole paléochrétienne aux IVe et Ve siècles. Sur les ruines d'entrepôts gallo-romain, une basilique a été construite qui abritait 36 tombes.

### Moyen Âge
Haut Moyen Âge
Les archéologues B. Manipoud et M. Th. Pio ont mis au jour des vestiges semblant appartenir à une basilique funéraire à chevet.
États de Savoie
C'est au bas Moyen Âge que prirent naissance la plupart des maisons nobles du secteur : les familles de Seyssel, Bonivard, de Pelly, de Coucy, etc.
La famille de Seyssel a joué un rôle important dans l'histoire de Savoie, et a joui pendant plusieurs siècles de la confiance et de la faveur des princes de Savoie. Aux XIe siècle ou XIIe siècle, ils quittèrent l'antique berceau de leur famille pour aller se fixer à Aix, et cédèrent tous leurs droits sur Seyssel aux comtes de Savoie.
Le château, séjour primitif des seigneurs de Seyssel, était situé sur la colline qui domine la ville au nord-ouest, sur la rive droite du Rhône. Les comtes de Savoie y eurent un châtelain, et fut pendant toute la durée du Moyen Âge le siège de l'administration de la ville et de la châtellenie désigné sous le nom de la Bastie de Seyssel. Le château fut ruiné lors d'une des nombreuses invasions de la Savoie par les rois de France. En 1628, il n'était plus qu'une masure, que Louis XIII donna aux Capucins pour y établir un couvent.
Dans le courant du XIe siècle s'établit à Seyssel un prieuré bénédictin fondé par les religieux de l'abbaye de Saint-Chef.
En 1286, le comte de Amédée V de Savoie octroie à la ville sa première charte d'affranchissement. Un chantier de constructions de différents types d'embarcations est installé. Dans les années 1340, en 4 ans, 606 barques, dont 335 sapines, furent misent à l'eau. Tous les bois provenaient des forêts voisines. La Montagne des Princes dominant Seyssel rive gauche, était appelée la Montagne Noire car elle était couverte de sapins qui ont été entièrement exploités pour la batellerie.
Les Augustins vinrent s'établir à Seyssel, en 1327, sur la rive droite et bâtirent une église de style ogival qui a subsisté jusqu'en 1834. Ils furent dispersés à la Révolution française.

### Époque moderne
Lors du traité de Lyon le 17 janvier 1601 qui voit le transfert du Bugey, du pays de Gex, de la Bresse et du Valromey de la Savoie à la France, Seyssel rive gauche est accordé à la France comme tête de pont sur le Rhône.
Cette situation perdurera jusqu'au traité de Turin signé le 24 mars 1760, par lequel la France cède Seyssel à la Savoie. La frontière est désormais fixée au milieu du fleuve.
C'est au début du XVIIe que Seyssel, rive droite comme rive gauche, s'entoura de murailles et établit des milices et des guetteurs pour veiller à la sûreté communale.
Les Bernardines réformées, fondées par la révérende mère Louise de Ballon, s'installent dans le duché de Savoie. Tout d'abord à Rumilly en 1622, elles s'implantent ensuite à La Roche-sur-Foron en 1626, avant de venir sur Seyssel l'année suivante, puis à Annecy en 1639.
À partir de 1693, la charge de maire de Seyssel, constitue un office héréditaire. Elle est concédée par le roi de France ; d'abord aux mains de la famille de Carrelli de Bassy, elle passe à la famille de Montagnier de Génissiat.
En 1792 la Savoie est annexée à la république française et érigée en département du Mont-Blanc
Par décret du 19 ventôse an II (9 mars 1794), les 2 Seyssel sont fusionnés à l'intérieur du département de l'Ain. Cette situation durera jusqu'en 1815, le traité de Paris fixera la frontière internationale à nouveau sur le Rhône. En 1860, la frontière ne sera plus que départementale.

### La Seconde Guerre mondiale
Du 10 au 13 février 1944 le secteur connaît la terreur des forces nazies commandées par Klaus Barbie et comprenant une compagnie de la Wehrmacht, une section de SS, un groupe de policier de la Gestapo et un groupe de miliciens français. Au cours de l'opération, onze personnes sont abattues et dix-huit déportées dont seulement cinq reviendront. Le 12 juillet suivant, une colonne de soldats allemands attaque le maquis de Richement tuant dix-sept maquisards. Enfin, le 24 août, les soldats libérateurs de la VIIe armée américaine arrivent à Seyssel et prennent cantonnement dans le quartier du Galatin.

### LeXXIesiècle
Les communes voisines, dont le Rhône forme la frontière entre les départements de l'Ain et de la Haute-Savoie, pourraient de nouveau ne former qu'un seul et même ensemble, qui s'appellerait « Seyssel-sur-Rhône ». Envisagée depuis des décennies et traduite déjà par des mutualisations de services, renforcée par la volonté de l'État de fusionner les communes en 2016, la fusion est refusée par le département de l'Ain car la commune haut-savoyarde inclurait celle de l'Ain dont le territoire se réduirait au profit de la Haute-Savoie.

## Personnalités liées à la commune
- François Bonivard, (natif, 1496-1570), historien et patriote genevois .
- Philippe de la Salle (natif, 1723-1804), dessinateur-ornemaniste.
- Jean-Pierre David (natif, 1717-1784), chirurgien et médecin.
- Claude Châtelain (natif, 1922 -2014), prêtre et écrivain.
- Christian Monteil (1946), maire de Seyssel (1989-2008), président du Conseil départemental de la Haute-Savoie depuis 2008.